# Vibeke Manniche
Vibeke Manniche (født 15. november 1961 i København) er en dansk læge (dog uden ret til selvstændigt virke og uden speciallægeanerkendelse), forfatter, og coronaskeptiker.

## Uddannelse og beskæftigelse
Manniche er cand.med. fra Københavns Universitet i 1989 og autoriseret læge med A-autorisation samme år. Dette indebærer, at hun ikke har tilladelse til selvstændigt virke og derfor skal arbejde under supervision af en læge med B-autorisation.
I perioden 1991-98 havde hun ansættelse ved Center for små Handicapgrupper. Under denne ansættelse udarbejdede hun i 1997 ph.d.-afhandlingen At leve med Neurofibromatosis Recklinghausen. Hun har blandt andet haft ansættelse ved forskellige afdelinger på Rigshospitalet 1989-1991 og været ansat som kommunallæge i Frederikssund Kommune.
Den 17. september 2021 og et år frem blev hun sat under skærpet tilsyn af Styrelsen for Patientsikkerhed. Styrelsen vurderede, at "der er begrundet mistanke om, at læge Vibeke Manniche vil kunne udgøre en forringet sikkerhed på grund af alvorlig kritisabel faglig virksomhed."
Vibeke Manniche blev i 2024 tiltalt for at have reklameret med såkaldte fritagelsesattester, som børn og unge kunne få udstedt i forbindelse med coronaviruspandemien. Mindst 20 gange skulle hun have udstedt lægeerklæringer for personer, som derved kunne blive undtaget for krav om test. Dermed overtrådte Vibeke Manniche straffelovens paragraf 130, mente anklagemyndigheden. Sagen blev behandlet ved Retten i Lyngby 13. december 2024, hvor Vibeke Manniche blev kendt skyldig og idømt 20 dages betinget fængsel.

## Anden virksomhed
Manniche driver forlaget Liva, kursusvirksomheden Liva kurser og er tidligere medejer (frem til 9. marts 2023) af det familiedrevne smykkefirma Jewlscph. Derudover var hun i 2021-2022 medejer af firmaet Medikal Procure, som sælger coronatests og værnemidler til brug i forbindelse med corona. Nu har hendes søn David Manniche overtaget det.
Hun har været redaktør ved bl.a. internetsiderne Netdoktor.dk og sundhed.dk i årene 2002-2003. Hun har siden midten af 1990'erne til og med 2009 skrevet om bl.a. lægefaglige emner i egne bøger, været medforfatter til og oversætter af bøger og forfattet indlæg i tidsskrifter, ugeblade og dagblade som (Helse, Vores børn, Alt for Damerne og Morgenavisen Jyllands-Posten). Desuden har hun været foredragsholder og kursusleder. Hun har sammen med sin mand, Peter Riis Hansen, været medforfatter til tre videnskabelige artikler i perioden 2014-2018 om fodbold blandt skolebørn.
Siden 2010 har Manniche gennem sit konsulentfirma Lægeservice tilbudt lægekonsulentydelser til kommuner. Virksomheden har været omstridt i flere sammenhænge. I 2010 kritiserede medlemmer af Foreningen af Kommunaltansatte Læger (FAKL), som Manniche på det tidspunkt var formand for, at hun via sit nyoprettede konsulentfirma udbød de samme ydelser til kommunerne, som de kommunalt ansatte læger er ansat til at udføre. Det blev af nogle af FAKL's medlemmer betragtet som undergravende virksomhed i forhold til funktionen som kommunalt ansat læge. Senere har Lægeservice været anvendt i en række sager om borgere, der har ansøgt om social pension, hvor Manniche er blevet kritiseret for ofte at underkende udtalelser og vurderinger fra speciallæger. Det har ført til klager og lokale kontroverser i flere kommuner, hvor kritikere har påhæftet Manniche tilnavnene "Doktor Arbejde" og "Doktor Nej". Manniche har omvendt fremført, at de praktiserende læger og speciallæger ofte går for vidt i deres erklæringer. I forskellige kommuner, således Svendborg, Randers og Kerteminde, har kontroverserne ført til, at kommunen har opsagt samarbejdet med Manniche. Da Manniche i 2020 blev ansat i Fredericia Kommune, valgte kommunen kort efter ligeledes at opsige samarbejdet, da nyheden om ansættelsen førte til talrige negative reaktioner fra utilfredse borgere.

## Organisationsarbejde
Manniche var formand for Foreningen af Kommunaltansatte Læger fra 2006 til 2010, hvor hun ikke genopstillede til bestyrelsen.
Samme år opstillede hun som én af fem kandidater til posten som formand for Lægeforeningen, men udgik efter første valgrunde.

## Samfundsdebat
Manniche var aktiv i den nu nedlagte forening Kvinder for Frihed, hvor hun var forkvinde fra 2006-2010. I forbindelse med foreningen har hun udtalt sig stærkt imod muslimske kvinders brug af tørklæde, som hun opfatter som kvindeundertrykkende.
Under coronaviruspandemien fremstod Manniche som en af de mest kendte danske coronaskeptikere. Under den første danske nedlukning i marts 2020 afviste Manniche oprindelig sammen med datteren Mai, at der var en coronavirus-epidemi i Danmark. Det førte til kraftige reaktioner på de sociale medier. Udsagnet blev taget op i TV-programmet DR Detektor, der konkluderede, at Manniche havde baseret sit synspunkt på en fejlagtig graf.
I forbindelse med sangeren Jadas graviditet skrev Vibeke Manniche i 2023 på Facebook, at "fedme udgør en risiko for det ufødte barn - samt moren". Det førte til heftig kritik af hende, og Manniche slettede derefter opslaget igen, selv om hun afviste at tage kritikken til sig.
Vibeke mener at aluminium i vacciner øger risikoen for autisme spektrum forstyrrelse, 

## Privatliv
Manniche er gift med Peter Riis Hansen, som er speciallæge i hjertesygdomme. Parret har to børn, David og Mai Manniche.